# Гаврилова, Антонина Васильевна
Антонина Васильевна Гаврилова — (5 июля 1923—20 мая 2004) — передовик советского сельского хозяйства, звеньевая свиноводческого совхоза «Ударник» Министерства совхозов СССР, Промышленновский район Кемеровской области, Герой Социалистического Труда (1949).

## Биография
Родилась в 1923 году в селе Титово Западно-Сибирского края, ныне Промышленновский район Кемеровской области.
Свою трудовую деятельность начала в совхозе «Заря» Промышленновского района в 1942 году рабочей.
Выполняя решение февральского (1947 г.) Пленума ЦК ВКП (б) «О мерах подъёма сельского хозяйства в послевоенный период», руководство совхоза «Заря» приняло решение об организации десяти полеводческих звеньев. Одно из них было доверено возглавить Гавриловой Антонине Васильевне, работавшей на животноводстве. Молодой работнице не хотелось расставаться с животными, однако чувство долга, ответственность за порученное дело взяли верх.
Звеньевая Антонина Гаврилова после назначения ознакомилась с участками снегозадержания и приступила к посевной работе. К середине мая 1948 года звено под её руководством закончило сев яровых. Высокий урожай ржи был зафиксирован в этот полевой сезон. Посевы были густыми и комбайном их убрать было невозможно. Звено полеводов произвело уборку вручную. В результате получили урожай ржи по 29,4 центнера с гектара на площади в 30 гектаров.
Указом Президиума Верховного Совета СССР от 25 февраля 1949 года за достигнутые производственные показатели по получению урожая ржи Антонине Васильевне Гавриловой было присвоено звание Героя Социалистического Труда с вручением ордена Ленина и медали «Серп и Молот».
В дальнейшем продолжала работать в совхозе до выхода на заслуженный отдых.
Умерла 20 мая 2004 года.

## Награды
- золотая звезда «Серп и Молот» (25.02.1949)[2]
- ордена Ленина (25.02.1949)
- другие медали.